# Velikodolinske
Velikodolinske (en ucraniano: Великодолинське, romanizado: Velykodolynske) es una ciudad ucraniana perteneciente al óblast de Odesa. Situada en el suroeste del país, es parte del raión de Odesa y del municipio (hromada) de homónimo.

## Toponimia
El nombre del asentamiento en ruso es Velikodolínskoye (en ruso: Великодолинское). Hasta el fin de la Segunda Guerra Mundial, el sitio se conocía como Grossliebental (en alemán: Großliebental; en ucraniano: Грос-Лібенталь).

## Geografía
Velikodolinske se encuentra ubicada a orillas del río Akkarzhanka, a 8 km de Chornomorsk, 17 km de Ovídiopol y 21 km de Odesa.

## Historia
La ciudad fue fundada por el gobernador de Odesa Armand Emmanuel du Plessis alrededor de 1803 con el nombre alemán de Gross Liebental y habitada por familias de colonos alemanes de Württemberg, los que serían conocidos como parte de los alemanes del mar Negro. Siguieron unos primeros años difíciles, ya que entre los inmigrantes sólo había un pequeño número de agricultores. Los empleados y trabajadores tuvieron que adquirir los conocimientos necesarios durante años de penurias para garantizar su supervivencia. Por entonces, el pueblo formaba parte de la gobernación de Nueva Rusia y tenía dos iglesias luteranas. Más tarde, la ciudad se convirtió en un popular destino de excursiones para los residentes vecinos de Odesa. La localidad conservó su nombre alemán hasta 1944 pero después de 1918, el lugar también se llamó Velika Akkarzha (en ucraniano: Велика Аккаржа).
En mayo de 1919, el levantamiento antibolchevique de Grigoryiv se extendió a la colonia. Y ya dos meses después, Grosliebental se convirtió en el centro de otro levantamiento antibolchevique provocado por la distribución de alimentos y la movilización forzada en el Ejército Rojo.
Después de la Segunda Guerra Mundial y la persecución, expulsión y deportación de los alemanes a campos de concentración gulag de Siberia y Asia Central, se asentaron principalmente rusos. Desde 1957 Velikodolinske fue renombrada con su nombre actual.
Hasta el 18 de julio de 2020, Velikodolinske era parte del centro del raión de Ovídiopol. El raión fue abolida en julio de 2020 como parte de la reforma administrativa de Ucrania, que redujo el número de raiones del óblast de Odesa a siete. El área del raión de Ovídiopol se dividió entre los raiones de Odesa y Bíljorod-Dnistrovski, y Velikodolinske se transfirió al primero.En 2023, Velikodolinske perdió el estatus de asentamiento de tipo urbano debido a la eliminación de este estatus administrativo.

## Demografía
La evolución de la población de Velikodolinske entre 1886 y 2022 fue la siguiente:
| 3869                                                          | 10 012 | 11 610 | 13 036 | 13 330 | 13 677 | 14 012 |
| (Fuente: Cities & Towns of Ukraine y UKRAINE: Größere Städte) |        |        |        |        |        |        |

Según el censo de 2001, la lengua materna de la mayoría de los habitantes, el 51,51%, es el ucraniano; y del 46,16% es el ruso.

## Infraestructura

### Transporte
Hay tres estaciones de tren en el asentamiento (Akkarzha, Post 25 km y Post 22 km), todas ellas en la línea ferroviaria que conecta Odesa y Bíljorod del Dniéster. La autopista H33 que conecta Odesa con Bíljorod del Dniéster también atraviesa el asentamiento.